# Fremdkörpererkrankung der Wiederkäuer
Als Fremdkörpererkrankung (Indigestio a corporibus alienis, Reticuloperitonitis traumatica) bezeichnet man bei Wiederkäuern eine Aufnahme eines Fremdkörpers über das Maul, der sich im Netzmagen durch dessen Wand bohrt und Organe in der Nachbarschaft dieses Vormagens schädigt. Die Erkrankung kommt aufgrund des wenig selektiven Fressverhaltens vor allem bei erwachsenen Hausrindern vor.

## Pathogenese
Die Speiseröhre mündet bei Wiederkäuern etwa in Höhe des Übergangs zwischen Pansen und Netzmagen ein. Schwerere Partikel und daher auch Fremdkörper gelangen somit primär in den Netzmagen. Da alle Magenabteilungen einer intensiven Motorik unterliegen, spießen sich vor allem spitze Fremdkörper aufgrund dieser Bewegungen in oder durch die Wand des Netzmagens hindurch. Häufige Auslöser der Erkrankung sind Nägel oder Stücke von Weidedraht.
Dem Netzmagen sind neben dem Pansen eine Reihe von Organen benachbart. Da diese Fremdkörper stets mit Bakterien beladen sind, kommt es zu Infektionen und Entzündungen dieser Organe oder zur Bildung von Abszessen. Betroffen sind das Bauchfell (Peritonitis traumatica), die Milz (Lienitis traumatica), die Leber (Hepatitis traumatica) und das Zwerchfell (Diaphragmitis). Dabei kann es auch vorkommen, dass ein Fremdkörper auch das Zwerchfell durchbohrt und Organe in der Brusthöhle wie die Pleura (Pleuritis traumatica), Lunge (Pneumonia traumatica) und vor allem der Herzbeutel (Pericarditis traumatica) betroffen sind. Im Herzbeutel dominiert die vermehrte Bildung von Herzbeutelflüssigkeit und damit eine Herzbeuteltamponade, die das Herz in seiner Aktion stark beeinträchtigt.

## Klinisches Bild
Das klinische Bild ist je nach betroffenem Organ sehr verschieden. Häufig liegen nur unspezifische Verdauungsstörungen vor. Bei einer traumatischen Perikarditis kommt es zu einer Herzinsuffizienz. Eine Pneumonie führt zu Atemstörungen.

## Diagnose
Für metallische Fremdkörper können Fremdkörpersuchgeräte (Metalldetektoren) eingesetzt werden. 
Darüber hinaus kann die Diagnose über sogenannte Fremdkörperproben erfolgen. Zumeist besteht eine Überempfindlichkeit (Hyperästhesie) im abfallenden Teil des Widerrists, da hier die Headsche Zone (s. a. Dermatom) der vorderen Bauchhöhle liegt. Hier wird bei der sogenannten  eine Hautfalte angehoben und zum Zeitpunkt der Ausatmung wieder losgelassen. Beim Rückengriff wird durch ein festes Kneifen in den Übergang von der Brust- zur Lendenwirbelsäule eine Durchbiegung des Rückens ausgelöst, der im Haubenbereich zu einer Dehnung führt. Bei der  Stabprobe wird ein Stab am hinteren Ende des Brustbeins unter dem Tier hindurchgeführt und dann kräftig angehoben. Das Beklopfen (Perkussion) des Brustkorbs auf der linken Seite im 6. bis 8. Zwischenrippenraum ist eine weitere Methode. Im positiven Fall zeigt das Tier bei diesen Tests eine Schmerzreaktion in Form eines leisen Stöhnens.

## Therapie
Die Therapie erfolgt chirurgisch, durch Eröffnung der Bauchhöhle und des Pansens, durch welchen man zur Haube vorgeht und den Fremdkörper entfernt.

## Prophylaxe
Die Prophylaxe besteht in einer guten Weidehygiene (Absammeln von Fremdkörpern, Entfernen von Resten bei Reparaturen von Weidezäunen). Ferromagnetische Fremdkörper (im Wesentlichen Eisen und Chromstahl) können mit sogenannten Käfigmagneten abgefangen werden, die dauerhaft in den Vormagen platziert werden.